# Кишенко Іван Васильович
Іва́н Васи́льович Кишенко — солдат Державна прикордонна служба України, учасник російсько-української війни, який відзначився в ході російського вторгнення в Україну. Герой України (2023).

## Життєпис
Під час російського вторгнення в Україну служив у складі 15-го мобільного прикордонного загону «Сталевий кордон».
22 липня 2023 року зайняв вогневу позицію та вступив у бій із супротивником, що мав чисельну перевагу. У бою забезпечив утримання ввіреного рубежу, надавав невідкладну медичну допомогу пораненим побратимам, здійснював евакуацію загиблих та поранених. Сам Іван Кишенко зазнав поранення та попри це захищав позицію протягом шести годин. Наступного дня зміг вийти в район зосередження сил ЗСУ.

## Нагороди та відзнаки
- Звання Герой України з врученням ордена «Золота Зірка» (2023) — за особисту мужність і героїзм, виявлені у захисті державного суверенітету та територіальної цілісності України, самовіддане служіння Українському народові[3]. Нагороду Іван Кишенко отримав з рук президента України Володимира Зеленського 24 серпня 2023 у м. Києві під час урочистостей з нагоди Дня незалежності України.[2]
- Почесний громадянин Сарненської міської територіальної громади (2023)[1].